# Tianna Bartoletta
Tianna Bartoletta, z domu Madison (ur. 30 sierpnia 1985 w Elyria, Ohio) – amerykańska lekkoatletka, skoczkini w dal i sprinterka, mistrzyni olimpijska w sztafecie 4 × 100 m i skoku w dal oraz dwukrotna mistrzyni świata w skoku w dal.
Największym do tej pory osiągnięciem Bartoletty jest złoty w sztafecie 4 × 100m podczas igrzysk olimpijskich w Londynie (2012), kiedy to wraz z koleżankami z reprezentacji ustanowiła nowy rekord świata: 40,82s. Zawodniczka ma na swoim koncie także złoto mistrzostw świata w Helsinkach w 2005. Osiągnęła wówczas rekordowy w swojej karierze skok na odległość 6,89 m, pokonując niespodziewanie faworyzowane zawodniczki Kotową z Rosji i Barber z Francji. W 2006 zdobyła złoty medal (po dyskwalifikacji Tatjany Kotowej) halowych mistrzostw świata w Moskwie. W sezonie 2012 ustanowiła rekord życiowy na 60 metrów (7,02) i zdobyła w tej konkurencji brązowy medal podczas halowych mistrzostw świata. Złota medalistka IAAF World Relays 2014 i mistrzostw świata w Pekinie (2015).

## Igrzyska olimpijskie
| Miejsce | Dzień       | Rok  | Miejscowość    | Konkurencja        | Wynik   | Strata   | Zwycięzca         |
| ------- | ----------- | ---- | -------------- | ------------------ | ------- | -------- | ----------------- |
| 4.      | 4 sierpnia  | 2012 | Londyn         | bieg na 100 m      | 10,85 s | + 0,10 s | Shelly-Ann Fraser |
| złoto   | 10 sierpnia | 2012 | Londyn         | sztafeta 4 × 100 m | 40,82 s | –        | –                 |
| 9.      | 13 sierpnia | 2016 | Rio de Janeiro | bieg na 100 m      | 11,00 s | –        | Elaine Thompson   |
| złoto   | 17 sierpnia | 2016 | Rio de Janeiro | skok w dal         | 7,17 m  | –        | –                 |
| złoto   | 19 sierpnia | 2016 | Rio de Janeiro | sztafeta 4 × 100 m | 41,01 s | –        | –                 |

## Mistrzostwa świata
| Miejsce | Dzień       | Rok  | Miejscowość | Konkurencja | Wynik  | Strata   | Zwycięzca          |
| ------- | ----------- | ---- | ----------- | ----------- | ------ | -------- | ------------------ |
| złoto   | 10 sierpnia | 2005 | Helsinki    | skok w dal  | 6,83 m | –        | –                  |
| 10.     | 28 sierpnia | 2007 | Osaka       | skok w dal  | 6,47 m | – 0,56 m | Tatjana Lebiediewa |
| złoto   | 28 sierpnia | 2015 | Pekin       | skok w dal  | 7,14 m | –        | –                  |
| brąz    | 11 sierpnia | 2017 | Londyn      | skok w dal  | 6,97 m | – 0,05 m | Brittney Reese     |

## Halowe mistrzostwa świata
| Miejsce | Dzień    | Rok  | Miejscowość | Konkurencja  | Wynik  | Strata   | Zwycięzca               |
| ------- | -------- | ---- | ----------- | ------------ | ------ | -------- | ----------------------- |
| złoto   | 12 marca | 2006 | Moskwa      | skok w dal   | 6,80 m | –        | –                       |
| brąz    | 11 marca | 2012 | Stambuł     | bieg na 60 m | 7,09 s | + 0,08 s | Veronica Campbell-Brown |
| brąz    | 9 marca  | 2014 | Sopot       | bieg na 60 m | 7,06 s | + 0,08 s | Shelly-Ann Fraser       |

## Rekordy życiowe
- Bieg na 60 metrów (hala) – 7,02 (2012)
- Bieg na 100 metrów – 10,78 (2016)
- Bieg na 200 metrów – 22,37 (2012) / 22,33w (2012)
- Skok w dal (stadion) – 7,17 (2016)
- Skok w dal (hala) – 6,80 (2006)